# Kbsp wz. 1938M半自動步槍
38M型自動裝填步槍 (Karabin samopowtarzalny wzór ，Kbsp Wz. 38M)，是一款由波蘭設計和製造的7.92毫米半自動步槍。它被波蘭陸軍採用並用於1939年的波蘭戰役。